# Кугук Євген Іванович
Євге́н Іва́нович Кугук — підполковник Національної гвардії України, учасник російсько-української війни, який загинув у ході російського вторгнення в Україну в 2022 році.

## Життєпис
Євген Кугук народився 30 липня 1986 року. Обіймав посаду начальника продовольчої служби 5-ї окремої бригади Східного оперативно-територіального об'єднання Національної гвардії України. Загинув 5 березня 2022 року під час авіаційного бомбардування території військової частини 3005 (м. Харків), коли зазнав поранень, несумісних з життям. Похований 10 березня 2022 року на кладовищі в місті Вінниця.

## Нагороди
- орден «За мужність» III ступеня (2022, посмертно) — за особисту мужність і самовіддані дії, виявлені у захисті державного суверенітету та територіальної цілісності України, вірність військовій присязі[2].